# Incisitermes snyderi
Incisitermes snyderi är en termitart som först beskrevs av Light 1933.  Incisitermes snyderi ingår i släktet Incisitermes och familjen Kalotermitidae. Inga underarter finns listade i Catalogue of Life.